# En som Hodder
En som Hodder er en dansk film fra 2003, instrueret af Henrik Ruben Genz. Filmens manuskript er skrevet af Bo Hr. Hansen efter en roman af Bjarne Reuter.

## Medvirkende
- Frederik Christian Johansen
- Lars Brygmann
- Birthe Neumann
- Anette Støvelbæk
- Trine Appel
- Al Agami
- Joy-Maria Frederiksen
- Mette Horn
- Olaf Nielsen
- Hella Joof
- Anders Lund Madsen
- Ole Thestrup
- Holger Juul Hansen
- Carsten Islington